# Сан-Себастьян-да-Бела-Виста
Сан-Себастьян-да-Бела-Виста (порт. São Sebastião da Bela Vista) — муниципалитет в Бразилии, входит в штат Минас-Жерайс. Составная часть мезорегиона Юг и юго-запад штата Минас-Жерайс. Входит в экономико-статистический  микрорегион Санта-Рита-ду-Сапукаи. Население составляет 4640 человек на 2006 год. Занимает площадь 166,929 км². Плотность населения — 27,8 чел./км².

## История
Город основан 1 марта 1963 года.

## Статистика
- Валовой внутренний продукт на 2003 год составляет 22 030 157,00 реалов (данные: Бразильский институт географии и статистики).
- Валовой внутренний продукт на душу населения на 2003 год составляет 4907,59 реалов (данные: Бразильский институт географии и статистики).
- Индекс развития человеческого потенциала на 2000 год составляет 0,728 (данные: Программа развития ООН).